# Tajikina tajikai
Tajikina tajikai är en plattmaskart som först beskrevs av Ax en Armoines 1990, och fick sitt nu gällande namn av Martens och Curini-Galletti 1994. Tajikina tajikai ingår i släktet Tajikina och familjen Monocelididae. Inga underarter finns listade i Catalogue of Life.